# Хара Хіромі
Хара Хіромі (яп. 原 博実, нар. 19 жовтня 1958, Тотіґі —) — японський футболіст, що грав на позиції нападника.

## Клубна кар'єра
Грав за команду Міцубіши Моторс.

## Виступи за збірну
Дебютував 1978 року в офіційних матчах у складі національної збірної Японії. У формі головної команди країни зіграв 75 матчів.

## Статистика
Статистика виступів у національній збірній.
| Збірна Японії | Збірна Японії | Збірна Японії |
| Роки          | Ігри          | голи          |
| ------------- | ------------- | ------------- |
| 1978          | 6             | 1             |
| 1979          | 2             | 0             |
| 1980          | 5             | 2             |
| 1981          | 10            | 1             |
| 1982          | 6             | 3             |
| 1983          | 10            | 6             |
| 1984          | 7             | 5             |
| 1985          | 10            | 5             |
| 1986          | 6             | 7             |
| 1987          | 11            | 7             |
| 1988          | 2             | 0             |
| Усього        | 75            | 37            |

## Титули і досягнення
- Володар Кубка Джей-ліги: 2004